# Cuba nos Jogos Paralímpicos de Verão de 2020
Cuba está representada nos Jogos Paralímpicos de Verão de 2020, em Tóquio, por um total de 16 desportistas, 12 homens e 4 mulheres, que competem em 6 desportos. O responsável pela equipa olímpica é o Comitê Paralímpico de Cuba, bem como as federações desportivas nacionais da cada desporto com participação.
O país estreou nos Jogos em 1992 e esta será sua 7ª participação.

## Competidores

### Por modalidade esportiva
| Esporte              | Masculino | Feminino | Total |
| -------------------- | --------- | -------- | ----- |
| Atletismo            | 7         | 2        | 9     |
| Judô                 | 2         | 0        | 2     |
| Ciclismo             | 1         | 0        | 1     |
| Tênis de mesa        | 1         | 0        | 1     |
| Levantamento de peso | 1         | 1        | 2     |
| Tiro                 | 0         | 1        | 1     |
| Total                | 12        | 4        | 16    |

## Medalhas[2][3]
| Nome                 | Esporte   | Competição                  | Data          |
| -------------------- | --------- | --------------------------- | ------------- |
| Ouro                 |           |                             |               |
| Robiel Yankiel Sol   | Atletismo | Salto em distância T47 (M)  | 30 de agosto  |
| Omara Durand         | Atletismo | 400m T12 (F)                | 30 de agosto  |
| Omara Durand         | Atletismo | 100m T12 (F)                | 2 de setembro |
| Omara Durand         | Atletismo | 200m T12 (F)                | 4 de setembro |
| Prata                |           |                             |               |
| Leinier Savon Pineda | Atletismo | Salto em distância T12 (M)  | 30 de agosto  |
| Bronze               |           |                             |               |
| Leonardo Díaz Aldana | Atletismo | Lançamento de disco F56 (M) | 30 de agosto  |